# Lewis Baker
Lewis Baker (* 25. April 1995 in Luton) ist ein englischer Fußballspieler, der bei Stoke City unter Vertrag steht. 

## Karriere
Lewis Baker begann seine Karriere bei Luton Town, bevor er 2005 zur Jugendabteilung des FC Chelsea wechselte. Sein Academy-Debüt gab er als Schuljunge während der Saison 2010/11. Sein erstes Tor erzielte er gegen die Milton Keynes Dons im März 2011. In der Saison 2011/12 spielte Baker auf der zentralen Mittelfeldposition oder auch außen und agierte oft als Spielmacher. In der zweiten Jahreshälfte erzielte er sieben Tore und war eine treibende Kraft beim Sieg im FA Youth Cup 2011/12. Der Trainer des Reserves-Team, Dermot Drummy, wurde auf den Mittelfeldspieler aufmerksam und Baker holte ihn zur Saison 2012/13 in die U21; auch hier war Baker Mannschaftskapitän. Sowohl im FA Youth Cup als auch in der NextGen Series erreichte Chelsea das Finale. Baker erzielte insgesamt doppelt so viele Tore wie in der vorherigen Saison.
In die Saison 2013/14 startete der Engländer ebenso stark mit mehreren Treffern und Vorlagen. Nachdem er in der ersten Saisonhälfte beeindruckt hatte, gab er sein Debüt in der ersten Mannschaft am 5. Januar 2014 gegen Derby County im FA Cup. Baker spielte die letzten zehn Minuten des Spiels. Er wurde immer stärker in der zweiten Hälfte der Saison und führte das U21-Team von Chelsea zum U21-Premier-League-Titel. Dabei erzielte er 13 Tore (18 in allen Wettbewerben). Darüber hinaus wurde sein Tor gegen den FC Arsenal im April zum Chelsea FC Goal of the Season gewählt.
Trotz der Beförderung in den Kader der ersten Mannschaft bekam Baker kaum Einsatzzeiten vor Weihnachten. Dies führte zu einer Leihe zu Sheffield Wednesday, von der er nach nur vier Spielen wieder zurückberufen wurde, um für die Milton Keynes Dons den Rest der Saison zu spielen. Er erzielte drei Tore und half dem Klub beim Klassenerhalt in der Football League Championship.
Die Saison 2015/16 verbrachte Lewis Baker gemeinsam mit einigen anderen Nachwuchsspielern Chelseas leihweise in der niederländischen Eredivisie bei Vitesse Arnheim auf Leihbasis; für die folgende Spielzeit wurde der Leihvertrag verlängert. Er kam für Vitesse als Stammspieler auf 73 Pflichtpartien, in denen er 20 Tore erzielen und elf weitere vorbereiten konnte. Er scheiterte mit dem Verein zu Beginn seiner Leihe am FC Southampton in der Qualifikation zur Europa League, konnte aber dafür vor seiner Rückkehr in die Heimat mit ihm den niederländischen Pokal gewinnen. Darüber hinaus wurde er mit fünf Treffern bester Torschütze des Wettbewerbs. 
Die folgenden zwei Jahre verbrachte er erneut in der zweiten englischen Liga und war als Leihspieler für den FC Middlesbrough sowie bei Leeds United und beim FC Reading aktiv. Mit Reading hielt Baker knapp die Klasse. 
Zur Saison 2019/20 wurde der Mittelfeldspieler an den deutschen Bundesligisten Fortuna Düsseldorf ausgeliehen. Die Fortuna sicherte sich zudem eine Kaufoption. Baker stand achtmal in der Bundesliga sowie einmal im DFB-Pokal auf dem Platz und kehrte nach dem 18. Spieltag vorzeitig nach England zurück.
Mitte September 2020 wechselte Baker bis zum Ende der Saison 2020/21 auf Leihbasis in die türkische Süper Lig zu Trabzonspor. Er absolvierte 34 Ligaspiele, in denen er 2 Tore erzielte.
Zur Saison 2021/22 kehrte Baker zum FC Chelsea zurück. Im Januar 2022 wechselte er fest zum Zweitligisten Stoke City.

## Nationalmannschaft
Lewis Baker spielte für England in jeder Altersstufe bis zur U21. Er beendete das Turnier von Toulon 2016 als Top-Torjäger mit vier Toren in vier Spielen. England gewann den Titel zum ersten Mal seit 22 Jahren.

## Erfolge
FC Chelsea
- Meister der Premier League 2: 2014

Vitesse Arnheim
- Niederländischer Pokalsieger: 2017

Persönlich
- Torschützenkönig des KNVB-Pokals: 2017 (5 Tore)